# ネクセラファーマ
ネクセラファーマ株式会社 （英: Nxera Pharma Co., Ltd.)は元ジェネンテック日本法人社長（藤沢薬品工業出身）の田村眞一が創設した創薬バイオベンチャー。国際的なバイオベンチャー企業を目指しグローバルな研究開発活動、ライセンス活動、買収事業を展開する。英国へプタレスの買収に成功し黒字化達成、四季報の記事をきっかけにバイオベンチャーのソフトバンクと呼ばれている。

## 概要
2002年、東京証券取引所マザーズにアンジェスMGが創薬バイオベンチャーとしてはじめて上場。創薬ブームの火付け役となり長い間時価総額トップを維持していた。2004年、ブームにのって同社も上場。アンジェスに次ぐ有望なバイオベンチャーの2番手として注目された。
2005年、イギリスの製薬会社アラキスを200億円で買収した。
しかし、主力パイプラインのシーブリ、ウルディブロの開発は計画通り進まず、臨床試験は遅延を繰り返し赤字が続いた。
研究開発が思うように進まず、長期間株価低迷が続きその間、巨額増資が何度も繰り返され、田村は賞与を2000万円近く会社に返納するほどに至った。
その後、臨床試験を何とか順調にパスしノバルティスから着実にマイルストーンを取得できた。
上市に至ると市場が想定する以上の売り上げを世界で弾き出し、毎年倍々の売り上げを達成。一気に財務内容は改善した。加えて緊急避妊薬ノルレボ錠も販売開始された。
パイプライン全滅のアンジェスを一気に巻き返しマザーズトップに返り咲いた。黒字化を実現してからPOを実施した。
2015年2月、英国のバイオベンチャー、ヘプタレス・セラピュティクス社を総額480億円で買収。日本の創薬企業の買収金額では過去最大。
ヘプタレスの研究開発能力は高く、マイルストーンを着実に取得。そーせいの売り上げをさらに押し上げ市場の注目は一気に高まり、一時は東証一部トップのトヨタ、みずほを超える売買出来高を数か月記録するに至った。
2023年7月、スイスの製薬会社イドルシアの日本法人（イドルシアファーマシューティカルズジャパン株式会社）と韓国法人の全株式とアジアパシフィック（APAC）事業を650億円で取得し、ダリドレキサントなどのパイプラインを手に入れた。
2024年4月1日、そーせいグループ株式会社からネクセラファーマ株式会社に商号変更。

### 旧社名「そーせいグループ」の由来
明治維新を成し遂げるきっかけを作った長州藩第13代藩主毛利敬親はかつて家臣からの進言には「そうせい」と答え自由に活動させた。自由と革新的なアイデアを常に持つベンチャー企業の理念はこれが基本意識と捉え命名した。
名前の由来の通りリスクを恐れず常にベンチャー企業であることを会社理念としている。

## 沿革
- 1990年（平成2年）6月 - バイオ医薬品の研究開発と技術移転事業を目的として、株式会社そーせい（初代法人）を設立。
- 1999年（平成11年）3月 - ドラッグ・リプロファイリング・プラットフォーム (DRP)プロジェクトを開始。
- 2001年（平成13年）4月 - HRA Pharma（フランス）からSOH-075（緊急避妊薬 「NorLevo」）の日本における独占的販売権に関する契約を締結。
- 2002年（平成14年）9月 - 英国ロンドンにオフィスを開設。
- 2004年（平成16年）7月 - 東京証券取引所マザーズに上場。
- 2005年（平成17年）
  - 6月 - 「委員会設置会社」へ移行。
  - 8月 - Arakis Ltd. (後のSosei R&D Ltd.: 英国)の株式取得（子会社化）。
- 2006年（平成18年）10月 - 株式会社そーせい（初代）からそーせいグループ株式会社に商号変更し、持株会社体制へ移行。日本国内事業は新設子会社の株式会社そーせい（2代目法人）へ移管。
- 2010年（平成22年）8月 - 株式会社アクティバスファーマの完全子会社化。
- 2011年（平成23年）
  - 2月 - ノルレボ®錠 0.75mg（緊急避妊薬） 国内での製造販売承認を取得。
  - 5月
    - ノルレボ®錠 0.75mg（緊急避妊薬） 国内での発売。
    - BioAlliance Pharma（現Onxeo: フランス）とSO-1105（口腔咽頭カンジダ症）の導入に関する契約を締結。
- 2014年（平成26年）12月 - JITSUBO株式会社の子会社化。
- 2015年（平成27年）
  - 2月 - Heptares Therapeutics Ltd. の子会社化。
  - 8月 - AstraZeneca UK Limited社とがん免疫療法開発に関する提携契約を締結。
  - 10月 - NVA237, QVA149が米国において製造販売承認を取得。
  - 11月
    - Pfizer Inc.社と最大10種のGPCRターゲットに関する新規医薬品の戦略的提携契約を締結。
    - Teva Pharmaceutical Industries Ltd. と片頭痛治療を目指した研究開発契約を締結。
- 2016年（平成28年）
  - 4月 - Allergan Pharmaceuticals International Ltd.とアルツハイマー病等の中枢神経系疾患に対する新規治療薬の開発・販売提携契約を締結（2021年1月終了）。
  - 6月 - Sosei RMF1投資事業有限責任組合を設立。
  - 11月 - 子会社Heptares社がHeptares Therapeutics Zurich AG (旧: G7 Therapeutics AG)を100%子会社化。JITSUBO株式会社が持分法適用関連会社となる。
- 2017年（平成29年）5月 - MiNA (Holdings) Limitedの株式を取得、持分法適用関連会社化。
- 2018年（平成30年）11月 - Sosei R&D Ltd.の全事業をHeptares Therapeutics Ltd.へ譲渡
- 2021年（令和3年）
  - 4月 - 株式会社JITSUBOを持分法適用関連会社から除外。
  - 11月 - ニューロクライン・バイオサイエンシズに統合失調症の候補薬NBI-1117568をライセンスアウト[8]。

- 2023年（令和5年）
  - 3月 - 東京証券取引所プライム市場に市場区分変更。
  - 7月 - スイスの製薬会社イドルシアの日本法人（イドルシア ファーマシューティカルズ ジャパン株式会社）と韓国法人の全株式とアジアパシフィック（APAC）事業を650億円で取得[4][5]。ピヴラッツ（脳血管攣縮発症抑制薬）とダリドレキサント（睡眠薬）のAPAC販売権を取得[4][5]。
- 2024年（令和6年）4月1日 - そーせいグループ株式会社からネクセラファーマ株式会社に商号変更[6]、日本事業子会社のイドルシア ファーマシューティカルズ ジャパン株式会社と株式会社そーせい（2代目）が合併し、前者を存続会社として[9]ネクセラファーマジャパン株式会社（英: Nxera Pharma Japan Co., Ltd.）に商号変更[6]。

## 事業内容・パイプライン
- シーブリ/NVA237 (適応: COPD)
- ウルティブロ/QVA149 (適応: COPD)
- ノルレボ錠（経口型 緊急避妊薬）
- オラビ錠/SO-1105（適応: 口腔咽頭カンジダ症）
- ピヴラッツ（脳血管攣縮発症抑制薬）
- ダリドレキサント/ACT-541468(睡眠薬)
- NBI-1117568（適応：統合失調症） - ニューロクライン・バイオサイエンシズに導出